# Myrmoborus lugubris
Myrmoborus lugubris là một loài chim trong họ Thamnophilidae.